# ماریا کونیگوند
ماریا کونیگوند (انگلیسی: Maria Kunigunde of Saxony) یک نجیب‌زاده آلمانی بود. پدرش آگوستوس سوم لهستان و مادرش ماریا جوزف آستوریاس بود.